# 川口和空
川口 和空（かわぐち わく、2008年12月8日 - ）は、日本の子役。神奈川県出身。サンミュージックブレーン所属。

## 来歴
- BEST KIDS AUDITION 2014のグランプリを受賞し1年間BEST KIDSとして活動。
- 2015年にBEST KIDS AUDITION経由でスカウトを受け芸能活動を開始。
- 2023年の大河ドラマ「どうする家康」で主演 徳川家康(演 - 松本潤)の少年期を演じ話題を呼んだ[2]。

## 人物
- 体重：42 kg [1]
- B・W・H：70cm / 61cm / 78cm[注 1] [1]
- 好きな食べ物：納豆,ハンバーグ,餃子,たくあん[3]
- 趣味：描画,手品,釣り,運動
- 特技：描画,手品,魚を捌く
- 妹がいる。[3]

## 出演
太字は主演、もしくは、メインキャラクター。

### テレビドラマ
- Chef〜三ツ星の給食〜（2016年10月13日 - 12月15日、フジテレビ 木曜劇場）
- 検事・朝日奈耀子 第18作（2016年11月12日、テレビ朝日 土曜プライム） - 木島健太郎（内野謙太 幼少期）役
- LEADERS Ⅱ（2017年3月26日、TBS）
- コード・ブルー～ドクターヘリ緊急救命～THE THIRD SEASON（2017年7月17日、フジテレビ 月9） - 橋爪悠斗 役
- CODE：MIRAJGE 第16話（2017年7月22日、テレビ東京） - 山川賢一 役
- 警視庁ゼロ係 season2 第5話（2017年8月25日、テレビ東京 金曜8時のドラマ） - 宍戸慎太 役
- 返済交渉人〜いつか、沖縄を取り戻す〜（2017年8月12日、NHK BSプレミアム）
- デッドストック〜未知への挑戦〜 第8話 - 第10話（2017年9月9日 - 9月23日、テレビ東京 ドラマ25） - 常田大陸（村上虹郎 幼少期）役
- 奥様は、取り扱い注意（2017年10月4日 - 12月6日、日本テレビ 水曜ドラマ） - 大原啓吾 役
- ハルさん（2017年12月3日、テレビ朝日 日曜ワイド） - 島田隆 役
- オー・マイ・ジャンプ! 〜少年ジャンプが地球を救う〜 第10話（2018年3月17日、テレビ東京 ドラマ24）
- 天目危機（2018年、中国ネット配信ドラマ）
- dele 第1話（2018年7月27日、テレビ朝日 金曜ナイトドラマ） - 安岡俊 役[4]
- 僕らは奇跡でできている（2018年10月9日 - 12月11日、関西テレビ・フジテレビ 火9ドラマ） - 宮本虹一 役[5]
- ぬけまいる（2018年11月24日 - 12月1日、NHK総合 土曜時代ドラマ） - ケン坊 役
- 逃亡料理人ワタナベ（2019年3月23日 - 、ひかりTV 日中合作配信ドラマ）
- 電影少女（2019年4月12日 - 6月18日、テレビ東京 木ドラ25）
- ミラー・ツインズ Season2（2019年7月4日 - 7月25日、フジテレビ オトナの土ドラ） - 小早川尚人 役
- ノーサイド・ゲーム 第7話（2019年8月25日、TBS 日曜劇場）
- ブラック校則（2019年10月15日 - 11月26日、Hulu）
- 死役所 第6話（2019年11月21日、テレビ東京 ドラマホリック!）
- 4分間のマリーゴールド 第9話（2019年12月6日、TBS 金曜ドラマ） - 矢野直哉 役[6]
- 病室で念仏を唱えないでください 第1話（2020年1月17日、TBS 金曜ドラマ） - 谷村啓太 役
- 銀座黒猫物語（2020年7月17日、関西テレビ カンテレドラマらぼ） - 西野健太郎（吉沢悠 幼少期）役[7]
- もやモ屋 ひみつの海（2020年11月6日、Ｅテレ）
- コールドケース3 〜真実の扉〜 第1話（2020年12月5日、WOWOW 連続ドラマW） - 高木剛史 役
- ノースライト（2020年12月12日 - 12月19日、NHK 土曜ドラマ）
- ＃コールドゲーム（2021年6月6日 - 7月24日、フジテレビ オトナの土ドラ） - 風間裕翔 役[8]
- 東京、愛だの、恋だの 第5話（2021年10月2日、Paravi）
- ソロモンの偽証 第5話・最終話（2021年10月31日・11月21日、WOWOW 連続ドラマW）
- 剣樹抄～光圀公と俺～（2021年11月5日 - 12月24日、NHK BSプレミアム BS時代劇） - 亀一 役
- 相棒season20 第11話（2022年1月1日、テレビ朝日 水曜21時枠） - 峰岸聡 役[9]
- だから殺せなかった 最終話（2022年2月6日、WOWOW 連続ドラマW） - 江原茂（萩原聖人 幼少期） 役
- 妻、小学生になる。（2022年1月21日 - 3月25日、TBS 金曜ドラマ） - タケル 役[10]
- どうする家康（2023年1月8日 - 、NHK 大河ドラマ） - 竹千代（徳川家康(松本潤) 幼少期）役[11]
- テイオーの長い休日 第4話（2023年6月24日、東海テレビ・フジテレビ） - 日置健太 役
- うちの弁護士は手がかかる 第2話（2023年10月20日、フジテレビ） - 若宮円（渡邊圭祐 中学時代） 役[12]
- オクラ〜迷宮入り事件捜査〜 第3話（2024年10月22日、フジテレビ） - 牧原文哉 役[13]
- ナンバーワン戦隊ゴジュウジャー 第2話（2025年2月23日、テレビ朝日） - 中学生 役

### 映画
- バケツと僕（2017年3月 公開）
- おみおくり（2018年3月24日 公開、伊藤秀裕）
- 返還交渉人 いつか、沖縄を取り戻す（2018年6月30日 公開、NHK）
- ビブリア古書堂の事件手帖（2018年11月1日 公開、KADOKAWA）
- 小説の神様（2020年10月2日 公開、久保茂昭）
- サイレント・トーキョー（2020年12月4日 公開、東映） - 須永基樹（中村倫也 少年期）役
- 時計仕掛けの君（2021年1月13日、WOWOW 磯村勇斗 監督）
- 護られなかった者たちへ（2021年10月1日 公開、松竹）
- 前科者（2022年1月28日 公開、日活, WOWOW）
- Winny（2023年3月10日 公開、KDDI）

### CM
- マクドナルド オリジナル 妖怪ウォッチカレンダー カレンダーをめくると篇（2016年11月〜）
- マクドナルドハッピーセット 妖怪ウォッチ（2016年12月〜）
- 西武グループ プリンスホテル〜夏プリ2017〜（2017年6月〜）
- マクドナルドハッピーセット 仮面ライダーエグゼイド篇（2017年6月〜）
- 花王 ビオレuボディウォッシュ（2017年7月〜）
- エバラ食品 プチッと鍋（2017年9月〜）
- マクドナルドハッピーセット キューレンジャー 思わぬ登場篇（2017年9月〜）
- 三浦工業 あいくんは想う篇（2018年10月〜）
- UCC上島珈琲 UCCブラック無糖～見えない絆 ＃この気持ちは無添加です～篇（2020年2月〜）

### テレビ番組
- リアル体験！ポケモンスクール（2016年12月27日、テレビ東京）
- そこまで言って委員会NP（2017年4月、読売テレビ）
- そこまで言って委員会NP（2017年5月、読売テレビ）
- 趣味どきっ!～みんなができる体幹バランス ブレない・ケガしない体へ～（2020年3月31日、NHK）
- 痛快TV スカッとジャパン（2020年4月、フジテレビ）
- 天才てれびくんhello,（2021年5月、Eテレ）

### 広告
- イオン, 久月（2014年1月）五月人形カタログ
- スタジオシエル（2014年1月）七五三モデル
- 小田急 ランドセル（2016年1月）
- TDS15周年キャンペーン グラフィック広告（2016年11月）
- KEIHAN不動産VP（2018年1月）

### MV
- かけがえのない宝物（第三弾PV、河村隆一）
- この手に在るもの（2016年11月〜、Blu-BiLLioN）
- ハッピークリスマス（2016年11月〜、AI）